# Стівен Елліотт
Стівен Елліотт (англ. Stephen Elliott; 1771–1830) — американський ботанік, «батько ботаніки півдня США».

## Біографія
Стівен Елліотт народився 11 листопада 1771 року в місті Бофорт в Південній Кароліні. Потім він переїхав до Нью-Хейвена та став вчитися у Єльському університеті. У 1791 році Елліотт закінчив університет і повернувся у Південну Кароліну.
У 1793 або у 1796 році Стівен Елліотт був обраний в законодавчий орган Південної Кароліни, де він працював приблизно до 1800 року. У 1808 році він знову був обраний у законодавчу установу. У 1812 році Елліотт пішов з законодавчих зборів і став працювати президентом Банку штату Південна Кароліна. У вільний час Елліотт займався вивченням флори Південної Кароліни. У 1813 році він був одним із засновників Літературного і філософського товариства Південної Кароліни, був обраний його президентом. У 1825 році Стівен взяв участь у створенні Медичного коледжу, де він до 1830 року був професором ботаніки та медицини.
Елліотт листувався з багатьма ботаніками того часу, у тому числі з Ейсою Греєм та Джоном Торрі, але найбільше листування велося між Елліоттом і Генрі Мюленбергом. Гербарій Елліотта, який є одним з найбільших гербаріїв початку XIX століття в США, на даний час зберігається в музеї міста Чарлстон.
Стівен Елліотт помер 28 березня 1830 року в Чарльстоні.

## A Sketch of the Botany of South Carolina and Georgia
Праця Елліотта A Sketch of the Botany of South Carolina and Georgia містить перші ботанічні описи багатьох видів рослин. Спочатку він опублікував ці описи у декілька етапів з 1816 по 1824 р., які згодом були об'єднані в двох томах: Том I у 1821 році та том II у 1824 році.
У 1900 році журнал Science відзначив його як «батька ботаніки Півдня».

## Названі на честь С. Елліотта
- Elliottia Muhl. ex Elliott, 1818
- Журнал Elliottia, виходив з 1964 до 1966 року